# 中央醫院前停留場
中央病院前停留場（日语：／ Chūō-byōin-mae teiryūjō */?）是位於日本北海道函館市本町34番地先的函館市交通局（函館市電）湯之川線鐵路車站。

## 歷史
- 參考函館市交通局的歷史。

## 車站構造
- 中央病院前站擁有2個月台（側式月台）、2條電車路線（相反方向）。

## 車站周邊
- 社會福祉法人函館厚生院函館中央醫院
- 社會福祉法人函館厚生院看護專門學校
- 社會福祉法人函館厚生院本部事務局
- 函館年金事務所
- 凌雲中學
- 北海道道83號函館南茅部線
- 函館巴士「中央病院」站

## 相鄰停留場
函館市交通局（函館市電）
湯之川線
五稜郭公園前（DY09）－中央醫院前（DY10）－千代台（DY11）

## 外部連結
- 車站情報 - 中央病院前（日文）